# Pterolophia minutior
Pterolophia minutior är en skalbaggsart som beskrevs av Stefan von Breuning 1973. Pterolophia minutior ingår i släktet Pterolophia och familjen långhorningar. Inga underarter finns listade i Catalogue of Life.